# 韦斯克勒
韦斯克勒（法語：Vescles，法語發音：[vɛskl]）是法国汝拉省的一个市镇，属于隆斯勒索涅区。

## 地理
韦斯克勒（46°21'37"N, 5°36'48"E）面积20.27 平方千米，位于法国勃艮第-弗朗什-孔泰大區汝拉省，该省份为法国东部内陆省份，北起上索恩省，西北接科多尔省，西临索恩-卢瓦尔省，南至安省，东与杜省和瑞士接壤。
与韦斯克勒接壤的市镇（或旧市镇、城区）包括：莱克特、阿兰托、塞尔农、尚西亚、孔德、图瓦雷特-夸西亚、瓦卢斯河畔圣伊姆蒂耶尔。

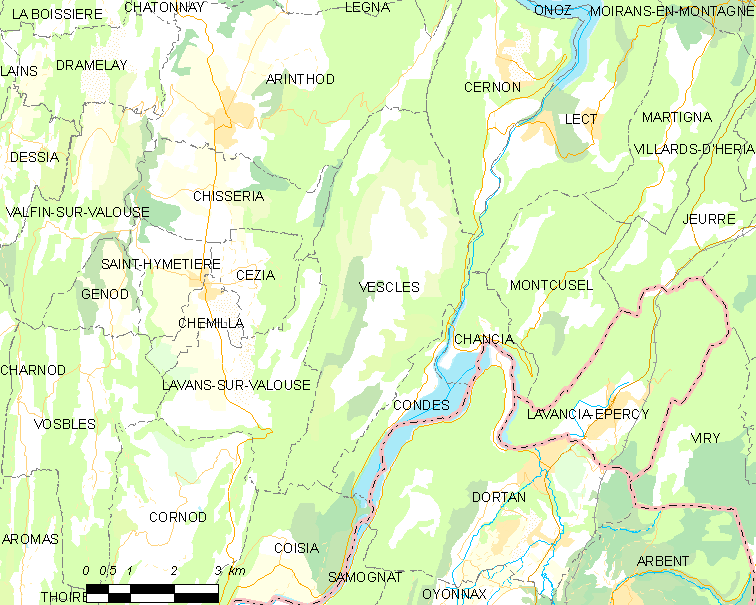
韦斯克勒的OSM定位图

韦斯克勒的时区为UTC+01:00、UTC+02:00（夏令时）。

## 行政
韦斯克勒的邮政编码为39240，INSEE市镇编码为39557。

## 政治
韦斯克勒所属的省级选区为穆瓦朗昂蒙塔涅县。

## 人口

1962-2008年间韦斯克勒人口变化图示

韦斯克勒于2022年1月1日时的人口数量为183人。